# Shakou, Guangdong
Shakou  är en köping i sydöstra Kina. Den ligger i Yingde i staden Qingyuan i provinsen Guangdong, omkring 150 kilometer norr om provinshuvudstaden Guangzhou. Antalet invånare är 35 553. Befolkningen består av 17 543 kvinnor och 18 010 män. Barn under 15 år utgör 23,0 %, vuxna 15-64 år 65 %, och äldre över 65 år 11,0 %.